# Thalassironus lynnae
Thalassironus lynnae is een rondwormensoort uit de familie van de Ironidae. De wetenschappelijke naam van de soort is voor het eerst geldig gepubliceerd in 1987 door Keppner.